# Comunidades lésbicas pedosexuales de Berlín Occidental
Desde 1979 hasta principios de los años 1990, existieron en Berlín Oeste dos comunidades intencionales de mujeres lesbianas y pedosexuales: la Comuna de la Calle Oranien (en alemán, Oranien-Strassenkommune) y su sucesora cronológica, la comunidad de las Kanalratten (en español, literalmente, "Ratas de Alcantarilla"). Ambas comunas fueron creadas como ramas de la Comuna India de Núremberg.

## Historia
En 1979, mujeres, adolescentes y niñas de la Comuna India de Núremberg fundaron la Comuna de la Calle Oranien en una casa okupa de Kreuzberg (Oranienstrasse 188). Al momento de fundarse la Comuna de la Calle Oranien, el fundador de la Comuna India Uli Reschke estaba siendo acusado de actuar de manera paternalista, lo que, entre otras razones, motivó en estas mujeres la ramificación del proyecto.
La Comuna de la Calle Oranien existiría desde 1979 hasta su disolución alrededor de 1983. Sus patrones de actuación fueron similares a los de la Comuna India: huelgas de hambre en Berlín Occidental y (junto con la Comuna India) en otras ciudades de Alemania Occidental; apariciones junto con los de Núremberg en reuniones federales de los Verdes y en reuniones de homosexuales, etc. Esta comunidad de la Calle Oranien alcanzó prominencia por primera vez en 1980 con su actuación en la Beethovenhalle de Bonn. También mantuvo contactos con grupos del movimiento autónomo.
Al disolverse la Comuna de la Calle Oranien, en 1983 otras niñas, adolescentes y mujeres activistas, basadas en las experiencias de las dos anteriores comunas, fundarían una nueva comuna de chicas en el distrito de Schöneberg de Berlín Occidental. Estas activistas se autodenominaron como Kanalratten, y este nombre pasó a denominar a toda su comunidad. Las ratas de alcantarilla buscaron cada vez más el contacto con colectivos lésbicos e iniciativas feministas. Tanto las Kanalratten como la Comuna India de Núremberg acogieron a niños y jóvenes de la calle, pero las Kanalratten solo aceptaban específicamente a niñas y chicas jóvenes. Las ratas de alcantarilla criticaron ampliamente la internalización de las demandas sociales masculinas, que conducen a la reproducción de la "sexualidad obligatoria" heteronormativa.
Ambas comunidades se veían a sí mismas como parte de un movimiento autónomo y antipedagógico por los derechos de los niños, y es en este contexto en el cual criticaron la prohibición de las relaciones pedosexuales. Debido a la escasez de información, las iniciativas de la Comuna India y las de las Comunas de Oranien y las Kanalratten, diferentes en términos de personal y contenido, a menudo no están lo suficientemente diferenciadas en los análisis actuales del movimiento activista pedófilo alemán. Ambas comunas de mujeres se encuentran entre las escasas manifestaciones públicas de pedofilia sáfica en tiempos modernos.

## Repercusión y ostracismo
En 1980 y 1984, representantes de la Comuna de la Calle Oranien participaron en discusiones programáticas de los Verdes de Berlín con la demanda de la derogación de los párrafos 174 y 176 del Código Penal alemán, los cuales tipifican como delito el abuso sexual infantil.
A diferencia de otros actores del entorno del movimiento activista pedófilo alemán, los grupos feministas de la década de 1980 no atacaron específicamente a las Comunas de Oranien y de las Kanalratten, debido a su férrea crítica a las estructuras patriarcales y su enfoque crítico con el consumismo. En 1989, fue publicado en el Autonomen Frauenkalender el “Manifiesto de las Ratas de Alcantarilla”, en el que las comuneras articularon sus críticas al debate sobre el abuso sexual y al movimiento feminista en específico por reproducir la moralidad sexual convencional. En cooperación con la Comuna India de Núremberg, las Kanalratten también publicaron ocasionalmente una circular titulada Der Rattenfänger. De 1985 a 1989 pudieron presentarse a los encuentros de la Semana Lésbica de Berlín ("Berliner Lesbenwoche"), pero a partir de 1990 serían excluidas de ese y de otros grandes encuentros lésbicos (como los Lesben-Frühlings-Treffen de 1992 y de 1993) debido a su defensa de la pedofilia lésbica. Según la periodista Stephanie Kuhnen, ya en 1999 las Kanalratten llevarían disueltas como grupo político un tiempo considerable. La última crítica prominente del lesbianismo alemán contra las lesbianas pedosexuales se daría en el año 2001.